# Shimojō
Shimojō (jap. 下條村 Shimojō-machi) – miasto w Japonii, na wyspie Honsiu, w prefekturze Nagano. Według danych na rok 2020 miejscowość zamieszkiwało 3 545 mieszkańców , a gęstość zaludnienia wyniosła 93 os./km².